# Classi
Classi株式会社（クラッシー, Classi Corp.）は、情報通信技術を活用した教育事業を手掛ける企業である。ベネッセホールディングスとソフトバンク（現・ソフトバンクグループ）の合弁子会社。
ソフトバンクグループの持つクラウド技術やタブレット活用、ネットワーク環境構築のノウハウと、ベネッセグループの持つ教育に関する知見や学校現場との信頼関係を生かし、学校教育におけるICT活用の推進を目的として設立された
。

## Classi
学校で使うタブレット端末に小テストなどを配信するSaaS型のクラウドサービスである。多面的・総合評価への対応を支援する「ポートフォリオ」、生徒・先生・保護者間での情報共有を支援する「コミュニケーション」、知識・技能の効率的な習得を支援する「アダプティブラーニング」主体性を育む授業を支援する「アクティブ・ラーニング」の4つの視点から、学習を支援する様々な機能を提供している。通信機能付きレンタルタブレットの貸出も行っている為、無線LAN環境などの設備投資も抑えることができる。利用料金は生徒1人あたり3600円/年（月額300円）。
2014年度から全国の中高100校にタブレットを無料で貸し出しモニター試験が行われた。その後、2015年度より正式にサービスが開始され、120校以上が導入し有料利用者数5万人、約1万2千台のタブレットが活用された。2016年度には導入校340校・有料利用者数13万人、2017年には導入校1800校・有料利用者数70万人を突破した。2017年9月時点で導入校約2100校・有料利用者数77万人となり、先行していたリクルートマーケティングパートナーズのスタディサプリの⾼校⽣向けサービスの有料会員数31.8万人（2017年6月時点）を大きく上回った。2019年5月には導入校2500校・利用者数116万人を突破し、傘下のEDUCOMは全国の310の自治体、小中学校7500校で利用されている。
2020年4月5日14時5分～同日16時19分に発生した外部からの攻撃に伴い、同日17時15頃サーバが予期せぬ再起動を起こしサービスが停止、復旧に20時間以上を要した。この攻撃によって約122万人のIDとパスワードが暗号化された文字列、教員の公開自己紹介文（任意記入）2,031件が流出した。また、COVID-19の流行による休校措置等に伴うアクセスの増加によってサービスが複数回停止した。

## Classi プラットフォーム
2020年度に導入予定の大学入試改革に向けてより深い指導に幅広く対応できるよう英語4技能やアクティブラーニングの支援サービスと提携し、2018年4月よりClassi IDを用いてパートナーの教育サービスを利用できるようにする予定。
2017年8月現在のパートナーは株式会社EnglishCentral（EnglishCentral）、株式会社朝⽇出版社（CNN ENGLISH EXPRESS）、株式会社コードタクト（schoolTakt）、アシアル株式会社（Monaca）、株式会社SPLYZA（SPLYZA Teams）の5社が発表されている。今後パートナーを順次増やしていく予定。

## 沿革
- 2014年
  - 4月4日 - Classi株式会社設立。
  - 11月11日 - 2015年4月よりサービスを正式開始すると発表[13]。
- 2015年
  - 5月8日 - Classiが全国120校以上の高校・中学で採用されたと発表
  - 6月24日 - 学研教育出版、桐原書店、数研出版、尚文出版、山川出版社と提携し、Webテストの使い放題サービス「Classi 問題集パック」を2015年夏より開始すると発表[14]。
  - 7月8日 - 米Knewton社と提携し生徒個別の特性に適応した学習を提供する「アダプティブラーニング」の自動配信サービスの実験開始。5校程度で実証実験後対象校を増やす予定[15]
  - 8月27日 - 9月上旬より「教材動画」の提供を開始。ベネッセコーポレーション、eboard、科学技術振興機構、学びエイドの事前学習動画1万本が公開予定[16]
  - 9月11日 - 長野県白馬高校でClassiを活用した公営塾「しろうま學舎」が開講[17]
  - 10月28日 - 第12回日本 e-Learning大賞で経済産業大臣賞を受賞[18]
- 2016年
  - 4月 - 小中学校・専門学校・大学へClassiのサービスを拡大。有料版「Classi」を導入する学校は、2016年度に高校を含め約1,400校を予定。
  - 6月3日 - 神奈川県教育委員会と平成31年度末まで約3年間の共同研究協定を締結。同7日より港北高校他指定県立7高校で、学校支援クラウドサービス「Classi」を利用した学習状況の把握やICT教材の活用法等、指導改善や教材に関する研究を開始[19]。
  - 7月 -「アダプティブラーニング」サービスの本格提供開始[20]
  - 12月5日 - 埼玉県教育委員会のアクティブ・ラーニングのプラットフォームに採用[21]
- 2017年
  - 7月14日 - 岡山大学とビッグデータ解析による英単語学習意欲向上のための実証事業を開始[22]
  - 8月25日 - Classi プラットフォームを発表
- 2018年
  - 1月10日 - 東京工業大学と自然言語処理を用いた機械での自動作問実証研究を開始[23]
  - 2月22日 - 不登校の小中学生を支援する「クラスジャパン・プロジェクト」に参画[24]
- 2019年
  - 1月8日 - 全国の約320自治体、約6900校の小中学校向けに校務支援サービスを提供するEDUCOMを数十億円規模で買収[25]
  - 3月5日 - 学校と保護者間の連絡アプリ「Classiホーム」を提供開始[26]
- 2020年4月5日 - 外部からのサイバー攻撃によって、122万人分のIDとパスワードが暗号化された文字列、2031人分の教員の自己紹介文が外部に流出した[10]。